# Nannie Doss
Nannie Doss, geboren als Nancy Hazle (Blue Mountain, 4 november 1905 - Oklahoma, 2 juni 1965) was een Amerikaanse seriemoordenares die bekende vier echtgenoten, haar moeder, schoonmoeder, zuster en kleinzoon te hebben omgebracht. Doss staat ook bekend als de Giggling Granny, de Jolly Black Widow en Arsenic Annie.
Niet te verwarren met Arsenic Anna (Anna Marie Hahn)

## Criminele tijdslijn
Doss pleegde haar moorden in de periode 1920-1954, met name door vergiftiging. Na de dood van haar vijfde man in 1954 bekende ze er acht, maar uiteindelijk werden er ten minste elf slachtoffers aan haar toegeschreven. Voor de moord op Samuel Doss werd ze in 1955 veroordeeld tot een levenslange gevangenisstraf. Voor de andere overledenen werd Nannie vervolgens niet meer aangeklaagd. Ze overleed in 1965 in gevangenschap aan leukemie.

## Giggling granny
Doss kwam bekend te staan als de Giggling Granny ('giechelende oma') vanwege haar nooit aflatende goede humeur, in ieder geval in het openbaar. Zowel tijdens haar verhoren, rechtszaak als gevangenisstraf bleef ze giechelen, grappen maken en zichzelf gedragen alsof er eigenlijk niets ernstigs aan de hand was. Volgens de overlevering vertelde ze kort voor haar overlijden nog dat ze altijd aanbood om te helpen als er te weinig personeel aanwezig was in de keuken, maar dat ze nooit van haar diensten gebruik maakten.
Uit haar verklaringen waarom ze de moorden gepleegd had, kwamen nergens gewelddadige neigingen naar voren. Doss' slachtoffers hadden het vooral moeten ontgelden omdat ze haar op een zeker moment irriteerden of te veel stoorden bij haar hobby's.

## Slachtoffers
- Robert Lee Haynes - Doss' in 1943 geboren kleinzoon stierf op 7 juli 1945 door verstikking.
- Robert (Frank) Harrelson - Doss' tweede man, vergiftigd met rattengif (1945).
- Harley Lanning - Haar derde man, vergiftigd met rattengif.
- Harley Lannings moeder
- Dovie Hazle - Haar zuster.
- Richard L. Morton - Haar vierde man, vergiftigd met rattengif (april 1953).
- Loulisa Hazle - Haar moeder, vergiftigd (januari 1953).
- Samuel Doss - De vergiftiging van Doss' vijfde man in oktober 1953 werd opgemerkt door een grote hoeveelheid arseen in zijn lijf, waarna Nannie Doss gearresteerd werd.
- Twee dochters - Doss kreeg vier kinderen met haar eerste man Charlie Braggs, van wie er twee overleden aan 'voedselvergiftiging'.
- Robert - Haar neef.

## Onderzoek
Na Doss' bekentenissen werden haar vier overleden mannen, evenals haar moeder, schoonmoeder, neef en zus opgegraven voor autopsies. In de lijken van haar oud-echtgenoten en dat van haar moeder werden grote doses arseen aangetroffen. De andere drie lichamen vertoonden sporen van verstikking, die waarschijnlijk had plaatsgevonden tijdens hun slaap.